# Alejandro González Rojas
Alejandro González Rojas (Atenas, 3 de marzo de 1955) es un exfutbolista costarricense. Jugó como guardameta por 16 temporadas en la Primera División de Costa Rica.
Es considerado una de las figuras más emblemáticas y destacadas que jugaron con la Liga Deportiva Alajuelense, club en que él fue un ídolo en la década de los 80s.
También participó con la selección nacional de Costa Rica en los Juegos Olímpicos de Los Ángeles 1984.

## Trayectoria
Alejandro González hizo su debut oficial el 29 de junio de 1975, como guardameta suplente en el encuentro en que Liga Deportiva Alajuelsense venció 4 a 0 a la Asociación Deportiva Ramonense. Con los rojinegros estuvo inicialmente cuatro torneos, como jugador suplente en 1978.
En la temporada de 1979 fue cedido a la Asociación Deportiva Ramonense, donde tuvo una gran actuación. Esto le abrió las puertas del primer equipo liguista para la temporada de 1980, donde se mantuvo por 10 años de forma ininterrumpida y en esta ocasión, como titular indiscutible.
Formó parte del equipo de L.D. Alajuelense que ganó el campeonato nacional en las temporadas 1980, 1983-84 y 1984-85, así como el equipo que ganó el campeonato de la CONCACAF en 1986. jugando como titular las dos finales contra el S.V. Transvaal de Surinam. También disputó la Copa Interamericana de 1987 contra el C.A. River Plate de Argentina.
El campeonato 1982-83 fue el mejor en su carrera deportiva. Estableció el récord en Alajuelense (aún vigente) de mantener la portería invicta en 844 minutos en 10 encuentros oficiales (iniciados el 15 de mayo de 1982 (jornada 12.ª de la temporada) hasta el 18 de julio de 1982 (jornada 21ª).
Después del saprissista Miguel Segura, es el portero con más horas de imbatibilidad acumuladas en el fútbol costarricense.
González jugó un total de 360 partidos oficiales en la Primera División de Costa Rica y anotó su único gol en su último partido como profesional ante el C.S. Uruguay, el 23 de septiembre de 1990, disparando un tiro de penal y marcando el tercer gol manudo esa mañana. Alajuelense ganaría ese partido por 4-1. González sería posteriormente sustituido por el mundialista juvenil Paul Mayorga.

## Selección nacional
González jugó en 13 partidos oficiales con la selección nacional de Costa Rica y fue parte del equipo que participó en los Juegos Olímpicos de Los Ángeles en 1984. 
También fue jugador del fracasado proceso eliminatorio rumbo al Mundial de México 86, con 5 encuentros oficiales diputados. Habitualmente, alternó la titularidad con Marco Antonio Rojas.
Fue convocado como tercer portero para el Mundial de Italia 90 por el entrenador serbio Bora Milutinović. Sin embargo, durante la concentración y luego de varios días de entrenamiento tomó la decisión de renunciar a integrar el equipo patrio,  alegando razones familiares y laborales.

### Participaciones en Juegos Olímpicos
| Torneo                   | Sede        | Resultado    |
| ------------------------ | ----------- | ------------ |
| Juegos Olímpicos de 1984 | Los Ángeles | Primera fase |

## Clubes
| Club            | País       | Año       |
| --------------- | ---------- | --------- |
| L.D Alajuelense | Costa Rica | 1975-1979 |
| A.D Ramonense   | Costa Rica | 1979      |
| L.D Alajuelense | Costa Rica | 1980-1990 |

## Palmarés

### Títulos nacionales
| Título                         | Club              | País       | Año  |
| ------------------------------ | ----------------- | ---------- | ---- |
| Primera División de Costa Rica | L. D. Alajuelense | Costa Rica | 1980 |
| Primera División de Costa Rica | L. D. Alajuelense | Costa Rica | 1983 |
| Primera División de Costa Rica | L. D. Alajuelense | Costa Rica | 1984 |

### Títulos internacionales
| Título                           | Club              | Sede     | Año  |
| -------------------------------- | ----------------- | -------- | ---- |
| Copa de Campeones de la Concacaf | L. D. Alajuelense | Alajuela | 1986 |